# Takabata (metropolitana di Nagoya)
Takabata (高畑駅?, Takabata-eki) è una stazione della metropolitana di Nagoya situata nel quartiere di Nakagawa-ku, nella parte orientale di Nagoya. Attualmente è il capolinea della linea Higashiyama..

## Linee
Linea Higashiyama

## Struttura
La stazione, sotterranea, è il termine della linea Higashiyama e possiede una banchina a isola con due binari tronchi. In direzione Fujigaoka è presente un tronchino che conduce i treni al deposito di Takabata.
| 1-2 | Linea Higashiyama | per Nagoya, Sakae, Higashiyama Kōen e Fujigaoka |

## Stazioni adiacenti
| «                 | Servizio          | »                 |
| Linea Higashiyama | Linea Higashiyama | Linea Higashiyama |
| ----------------- | ----------------- | ----------------- |
| Capolinea         | -                 | Hatta             |